# ليندن آرتشر
ليندن آرتشر هو مهندس كيميائي وأستاذ في جامعة كورنيل. أصبح زميلًا في الجمعية الفيزيائية الأمريكية عام 2007 وانتخب في الأكاديمية الوطنية للهندسة عام 2018. تغطي أبحاث آرتشر مواد البوليمر والمواد الهجينة والاستخدامات في تكنولوجيا تخزين الطاقة.

## تعليمه
ولد آرتشر ونشأ في غيانا وأراد أن يصبح مهندس سيراميك في المدرسة الثانوية. حصل على واحدة من أولى المنح الدولية للجدارة من جامعة كاليفورنيا الجنوبية عام 1986، وكطالب جامعي، قرر العمل بالبوليمرات في الفصل الدراسي الأول.
في عام 1989، تخرج آرتشر من جامعة كاليفورنيا الجنوبية بدرجة البكالوريوس في الهندسة الكيميائية (علم البوليمرات). ثم حصل على درجة الدكتوراه في الهندسة الكيميائية من جامعة ستانفورد عام 1993. وبعد ذلك، أصبح آرتشر عضو ما بعد الدكتوراه في الطاقم الفني في مختبرات إيه تي آند تي بل عام 1994.

## مشواره المهني
آرتشر هو الأستاذ المتميز لجيمس إيه فريند فاميلي في الهندسة الكيميائية والجزيئية الحيوية في جامعة كورنيل. انضم إلى هيئة التدريس في كورنيل عام 2000. وعمل آرتشر في منصب مدير وليام سي هوي لمدرسة سميث للهندسة الكيميائية والجزيئية الحيوية في جامعة كورنيل من عام 2010 حتى عام 2016. قبل انضمامه إلى كورنيل، كان آرتشر عضوًا في كلية الهندسة الكيميائية بجامعة تكساس إيه آند إم، بين العامين 1994 و1999.
وأصبح آرتشر مدير ديفيد كرول في معهد كورنيل لأنظمة الطاقة. ومنذ عام 2008، عمل آرتشر كمدير مشارك لمركز جامعة الملك عبد الله للعلوم والتقنية - جامعة كورنيل للطاقة والاستدامة. وهو أيضًا مدير مشارك لمركز كورنيل لهندسة وتكنولوجيا المواد النانوية (CNET). وقدم آرتشر في ورشة عمل تكنولوجيا الطاقة المتجددة والمستدامة التي استضافها برنامج زمالة الدراسات العليا الطاقة النظيفة للصناعة الخضراء في مؤسسة العلوم الوطنية والمنح الدراسية المتكاملة لبحوث التعليم العالي عام 2012.
وفي 8 يونيو عام 2020، أعلنت جامعة كورنيل أن آرتشر قد عُين في منصب عميد جوزيف سيلبرت للهندسة لمدة خمس سنوات بدءًا من 1 يوليو 2020. وإن آرتشر هو ثاني أمريكي أسود يشغل هذا المنصب، بعد خليفته المباشر لانس كولينز.
وعمل آرتشر كعضو في المجلس الاستشاري في كاربون إكس برايس وعمل أيضًا في هيئة تحرير الطاقة الخضراء والبيئة.
في عام 2011، أسس آرتشر وزوجته شيفاون آرتشر، اللذان يعملان في كلية مينيغ للهندسة الطبية الحيوية في جامعة كورنيل، شركة التكنولوجيا إن أو إتش إم إس تكنولوجيز إينك. بناءً على بحثه في المواد الهجينة العضوية النانوية (NOHMs) بترخيص من مركز كورنيل للترخيص التكنولوجي.
ظهر آرتشر في برنامج هنا والآن الذي أنتجته الإذاعة الوطنية العامة وإذاعة دبليو بي يو أر عام 2016. وأدرجت مجلة ساينتفك أمريكان تطوير آرتشر لخلية كهروكيميائية تحتجز ثاني أكسيد الكربون بين أفضل 10 «أفكار تغير العالم» لعام 2016.

## أبحاثه
تركز أبحاث آرتشر على خصائص النقل للبوليمرات والمواد الهجينة العضوية وغير العضوية، وكذلك استخداماتها لتخزين الطاقة وتقنيات احتجاز الكربون. وتشمل أبحاثه عدة مكونات مختلفة للبطارية.